# Бернар II (граф Комменжа)
Бернар II де Комменж (Bernard II de Comminges) (ок. 1130—1150/53) — граф Комменжа с не ранее чем 1146 года.
Сын Бернара I и Диас де Саматан.
Впервые упоминается 29 апреля 1139 года в брачном контракте сестры — Бернарды, вышедшей замуж за Роже — виконта Безье. Это означает, что ему к тому времени было не менее 8 лет.
Наследовал отцу в 1146 или 1147 году.
Бернар II де Комменж умер в молодом возрасте между 1150 и 1153 годами. Он не был женат и потомства не оставил.
Первый из графов Комменжа, похороненный в аббатстве Бонфон.